# Ehemaliges Miele-Haus
Das ehemalige Miele-Haus ist ein Bauwerk in Darmstadt.

## Architektur und Geschichte
Das ehemalige Miele-Haus – ursprünglich Sitz der Miele-Verkaufsabteilung für Süddeutschland – wurde im Jahre 1928 nach Plänen des Darmstädter Architekturbüros Markwort und Seibert erbaut.
Das Bauwerk gehört zu den schönsten Beispielen expressionistischer Architektur in Darmstadt.
Eugen Seibert und sein Partner Georg Markwort hatten im Jahre 1912 die beiden Hotels links (Hotel zur Post) und rechts (Bahnhofshotel) des späteren Miele-Hauses geplant. Die beiden Hotels sollten durch einen Zwischentrakt baulich verbunden werden. Wegen fehlender Mittel und dem Ausbruch des Ersten Weltkrieges wurde der Bau des Zwischentraktes, der äußerlich den beiden Hotels angepasst sein sollte, zunächst nicht realisiert.
Im Jahre 1928 wurde die Zeile im neuen Stil nach einem Entwurf von Eugen Seibert mit ihrem Mittelteil, dem Miele-Haus, ergänzt.
Zu den noch im Original erhaltenen Details des Bauwerks gehören:
- Treppengiebel,
- aufwändige Fenstersprossen in den runden Fenstern im oberen Bereich des Bauwerks und in den Fenstern und Oberlichtern im Erdgeschoss,
- aufwändige Fenstersprossen,
- die Fenster in den rückwärtigen Treppenhäusern.

Der Fahnenmastfuß auf dem Dach wird nicht mehr benutzt.
Der typische Schriftzug „Miele“, dem das Gebäude seinen Namen verdankt, wurde Ende der 1980er Jahre entfernt und ersetzt.

## Denkmalschutz
Aus architektonischen und ortsgeschichtlichen Gründen ist das Bauwerk ein Kulturdenkmal.